# Organisation X
Die Organisation X (griechisch Οργάνωση Χ, nach dem griechischen Buchstaben Chi) war eine während der deutschen Besatzung Griechenlands von Oberst Georgios Grivas gegründete rechtsgerichtete Organisation.
Grivas bezeichnete die Organisation X als Widerstandsorganisation. Allerdings spielte sie im Kampf gegen die deutsche Besatzung keine große Rolle. Sie soll Informationen über deutsche Stellungen und Truppenbewegungen an das britische Oberkommando in Kairo gegeben haben. Als die deutsche Wehrmacht sich zurückzog, wurde die Gruppe von den Briten bewaffnet und übernahm auch Waffen, die die Deutschen beim Rückzug zurückgelassen hatten. Damit nahm sie den Kampf gegen die kommunistische Widerstandsbewegung EAM / ELAS auf.
Bei den Dezemberkämpfen in Athen kämpfte die Organisation, zusammen mit den Sicherheitsbataillonen und Polizeikräften, am 4. Dezember 1944 im Bereich des Thisions (Theseions) und im Stadtteil Makrigiannis gegen Einheiten der ELAS. Der Kampf war für beide Seiten verlustreich.
Die Rolle der Organisation X ist bis heute politisch und historisch umstritten. Die politische Rechte sieht sie als patriotische Organisation an, die den Widerstand unterstützte und Athen vor der kommunistischen Machtübernahme bewahrte. Nach dem Griechischen Bürgerkrieg wurde sie offiziell als Widerstandsorganisation anerkannt. Dagegen wird sie von Linken als „faschistische“ Organisation angesehen und der Kollaboration mit den Besatzern bezichtigt.